# Aufbaulehrgang
Ein Aufbaulehrgang ist eine Bildungsmaßnahme, die auf einem Grundlehrgang oder einer anderen Qualifikation aufbaut.
Insbesondere der Aufbaulehrgang, eine Schulform in Österreich, die als Lehrgang Absolventen einer berufsbildenden mittleren Schule (BMS, Fachschule) die Reifeprüfung (Matura) wie auch ein der berufsbildenden höheren Schule (BHS) vergleichbares Diplom vermittelt, wird darunter verstanden.
In anderen Zusammenhängen können die Bezeichnungen anbieterspezifisch sein.